# Добранска река
Добранска река се улива у Ђердапско језеро, у близини насеља Добра у Љупковској котлини, дужине је 12,8km (са својом дужом саставницом Левом реком), површине слива 54,6km². Настаје спајањем Леве реке (10,1km) и Десне реке (7,7km) на 105 м.н.в.
Лева река извире на 600 м.н.в., испод Татарског виса, тече у правцу југ-север и гради дубоку клисурасту долину са релативно широком алувијалном равницом, која се после спајања са Десном реком претвара у Добранско поље, широко и до 300m. На улазу у насеље Добра, Добринска река је преграђена, низводно је њено корито регулисано обалоутврдом.